# Tucson Estates, Arizona
Tucson Estates je naseljeno područje za statističke svrhe u američkoj saveznoj državi Arizona. Prema popisu stanovništva iz 2010. u njemu je živjelo 12,192 stanovnika.